# Bistum Palencia
Das Bistum Palencia (lat.: Dioecesis Palentina, span. Diócesis de Palencia) der römisch-katholischen Kirche mit Sitz in Palencia gehört mit den Bistümern Bilbao, Osma-Soria und Vitoria zur Kirchenprovinz Burgos. Es wurde bereits im 3. Jahrhundert gegründet.

## Territorium
Das Gebiet der Diözese deckt sich mit dem der Provinz Palencia und ist Teil der Autonomen Gemeinschaft Kastilien und León, (Spanien). Ihr Sitz befindet sich in der Provinzhauptstadt Palencia.

## Geschichte
Das Bistum wurde im 3. Jahrhundert gegründet und hatte seine einflussreichste Zeit während der Westgotischen Monarchie mit ihren Bischöfen Toribio, Murilla, Conancio, Ascarico und Concordio y Basualdo, welche die Akten der elf Konzile von Toledo in den Jahren von 589 bis 693 unterzeichneten.
Nachdem die Provinz mehr als drei Jahrhunderte unter der Herrschaft der Muslime stand, wurde das Bistum 1034 durch König Sancho III. von Navarra  und Bermudo III. von León wiederhergestellt. Es hielt sich bis in unsere Tage lebendig.

### Die Ursprünge des Palentinischen Sitzes

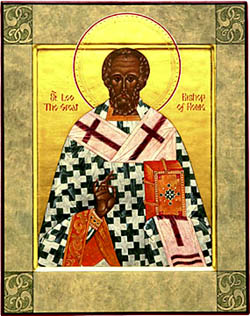
Papst Leo I.

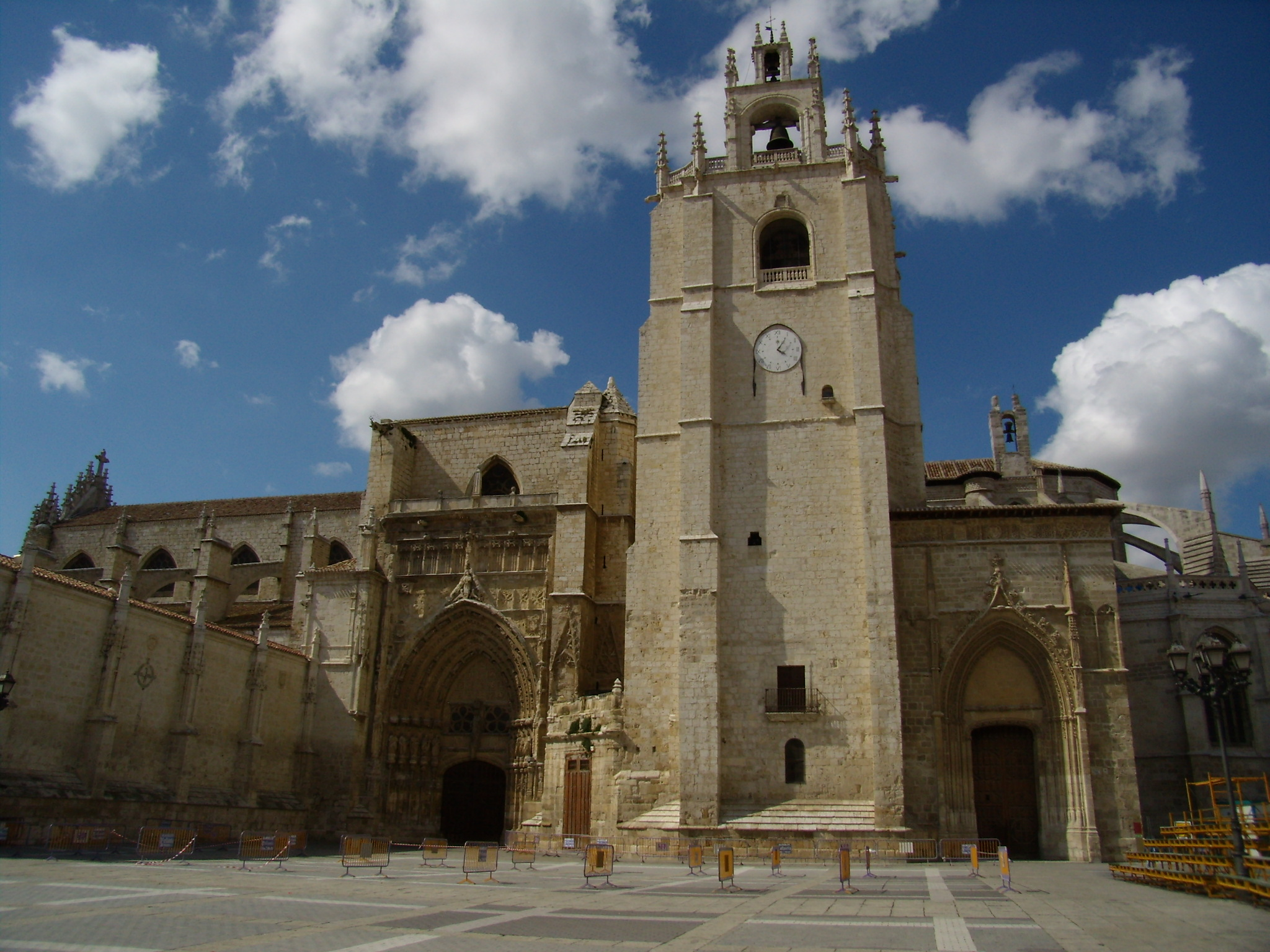
Kathedrale in Palencia

Der palentinische Sitz wird im 3. Konzil von Toledo (527) genannt, im 5. Regierungsjahr Amalrichs. Besonders zwei Briefe beziehen sich auf den Sitz. Der erste von ihnen ist ein Brief des Bischofs Montano der Erzdiözese Toledo „an die geliebtesten Herren Brüder und Söhne des palentinischen Gebietes“, denen „ewiges Wohlergehen im Herrn Gott“ gewünscht wird, ein Brief, der auf die Angst vor den Folgen des Priscillianismus hinweist und an die Vermittlung des hl. Toribio, Bischofs des Bistums Astorga erinnert, der Papst Leo den Großen durch verschiedene Dokumente und Bücher über diese Häresie informiert hatte.
Der zweite Brief weist darauf hin, dass der palentinische Sitz 527 vakant war und vorübergehend durch ein Kollegium von Presbytern geleitet wurde, von denen alle oder einige dem Klerus der Kathedrale angehörten.

### Die ersten Bischöfe
Toribio – erster bekannter Bischof von Palencia

Seine Unterschrift erscheint im 2. Konzil von Toledo (527, im 5. Regierungsjahr Amalrichs). Auch wird er in zwei Briefen erwähnt. Der eine ist der oben genannte des Bischofs von Toledo, Montano, wo auf die Bücher des seligsten und frömmsten Mannes und Bischofs Toribio hingewiesen wird, die Papst Leo von Rom gesandt wurden und in denen er die schmutzige Irrlehre (des Priscillianismus) erklärte.
Und ein anderer Brief unter ganz anderem Vorzeichen vom selben Montano, „an den hervorragenden und großen Christen, Herrn und Sohn Toribio“, dem seine Beteiligung an Geschäften, an den Regelwidrigkeiten bei der Weihe des Chrisams, an der Einladung von Bischöfen anderer Nationen zur Einweihung palentinischer Basiliken angekreidet wird und er an irgendein zweifelhaftes bischöfliches Privileg bezüglich der Ernennung von Bischöfen erinnert wird. Toribio wird angedroht, vor dem König Amalrich, der ein erklärter Arianer ist, und vor dem Säkulargericht wegen der Einführung von Ausländern in das Reich denunziert zu werden.
Murilla – zweiter bekannter Bischof von Palencia

Seine Unterschrift ist im historischen 3. Konzil von Toledo (589) verzeichnet, wo sich die Konversion Rekkareds und der arianischen Bischöfe ereignete, unter denen er sich befand.
Conancio – dritter bekannter Bischof von Palencia

Sein Namenszug erscheint in vier Konzilen, die zwischen 610 und 638 stattfanden:
- In der Synode von Gundemar (610, 1. Regierungsjahr Gundemars)
- Im 4. Konzil von Toledo (633, 3. Regierungsjahr Sisenands)
- Im 5. Konzil von Toledo (636, 1. Regierungsjahr Chintilas)
- Im 6. Konzil von Toledo (638, 2. Regierungsjahr Chintilas)

Ascario – vierter bekannter Bischof von Palencia (639–673?)

Er unterschreibt das 8. Konzil von Toledo (653, 5. Regierungsjahr Rekkeswinths).
Sein Name erscheint nicht mehr bis zum Jahr 672. Man weiß nichts über die Jahre dazwischen. Kein Bischof vertrat die Diözese Palencia in den Konzilen, die 7. bis zum 18. Regierungsjahr Rekkeswinds stattfanden. Zwischen diesen Jahren waren zwei nationale Konzile: das 9. Konzil von Toledo (655) und das 10. Konzil von Toledo (656). Obgleich der palentinische Sitz eine Zeit vakant sein konnte, stellt die Ortstradition Ascario 672 an die Seite von Wamba und nimmt an, dass Ascario zu diesem Zeitpunkt noch Bischof war. Aber diese Hypothese entbehrt nicht der Problematik, denn es stellt sich uns die Frage, warum er von Toledo und seinen Konzilen abwesend war. Es ist möglich, dass Ascario vor Rekkewind in Ungnade gefallen war oder dass irgendein anderer, sehr besonderer Umstand ihn hinderte, an den Konzilen teilzunehmen.
Concordio – fünfter bekannter Bischof von Palencia

Er erscheint in fünf Konzilen, wodurch sich seine Einnahme des Bischofssitzes von den Jahren 675 bis 688 festsetzen lässt:
- Im 11. Konzil von Toledo (675, 4. Regierungsjahr Wambas)
- Im 12. Konzil von Toledo (681, 1. Regierungsjahr Erwigs)
- Im 13. Konzil von Toledo (683, 4. Regierungsjahr Erwigs)
- Im 14. Konzil von Toledo (684, 5. Regierungsjahr Erwigs), vertreten durch seinen Diakon Gravidio, den einzigen der palentinischen Diakone, von dem wir Notiz haben.
- Im 15. Konzil von Toledo (688, 1. Regierungsjahr Egicas)

Basualdo – sechster bekannter Bischof von Palencia

Er erscheint im 16. Konzil von Toledo (693, 6. Regierungsjahr Egicas).

## Kurie und Gremien

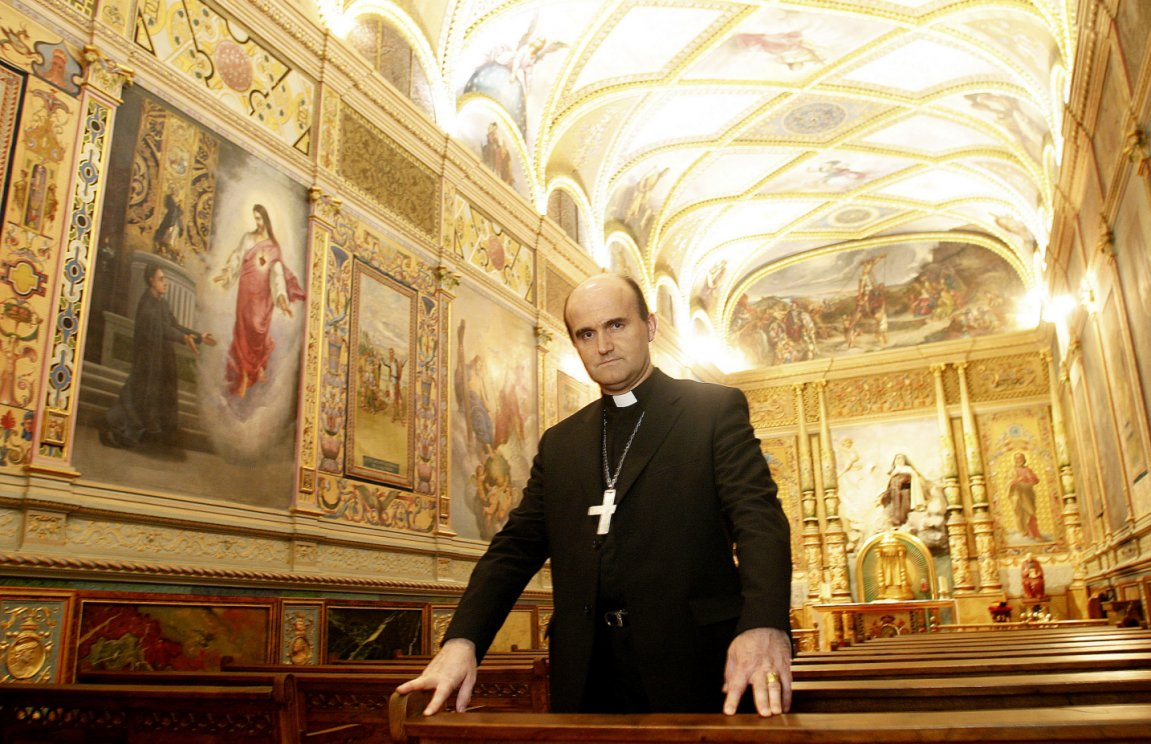
Der frühere Bischof von Palencia José Ignacio Munilla Aguirre in der bischöflichen Kapelle

| - Kurie und Organisation des Bistums - Bistumsverwaltung - Dekanate - Generalsekretär - Generalvikar - Geschäftsstellen des Bistums - Pastoralvikar - Rechtsstellen | - Beratende Gremien des Bischofs - Diözesankommission für Kulturerbe - Diözesanrat der Laien - Diözesanrat für wirtschaftliche Angelegenheiten - Priesterrat - Rat der Ordensleute - Ratskammer - Regierungsrat |

## Religiöse Gemeinschaften in Palencia
| Kongregation                                    | Lebensweise / Geschlecht | Haus / Arbeit                                                                         | Ortschaft                                  |
| Augustiner                                      | aktiv / Männer           | - Kleines Seminar San Agustín von Palencia                                            | - Palencia                                 |
| Benediktiner                                    | aktiv / Männer           | - Ehemaliges kleines Seminar im Kloster San Zoilo B.I.C. 03/06/1931                   | - Carrión de los Condes                    |
| Kongregation von den Heiligsten Herzen          | aktiv / Männer           | - Schule und Internat vom Heiligsten Herzen                                           | - Venta de Baños                           |
| Maristen                                        | aktiv / Männer           | - Maristenschule - Maristenseminar                                                    | - Palencia - Venta de Baños                |
| Nazarethschwestern                              | aktiv / Frauen           | - Kindergarten im Haus der Nazarethschwestern                                         | - Palencia                                 |
| Schulbrüder                                     | aktiv / Männer           | - Schule von La Salle                                                                 | - Palencia                                 |
| Schulschwestern                                 | aktiv / Frauen           | - Schule                                                                              | - Palencia                                 |
| Schwestern vom heiligen Schutzengel             | aktiv / Frauen           | - Schule                                                                              | - Palencia                                 |
| Schwestern von der hl. Dorothea von Frassinetti | aktiv / Frauen           | - Ehemalige Schule, momentan nur dem Namen nach                                       | - Venta de Baños                           |
| Trappisten                                      | kontemplativ / Männer    | - Kloster San Isidro de Dueñas B.I.C. 06/06/1991                                      | - Dueñas                                   |
| Zisterzienser                                   | kontemplativ / Frauen    | - Kloster Nuestra Señora de Alconada - Kloster San Andrés de Arroyo B.I.C. 03/06/1931 | - Ampudia de Campos - San Andrés de Arroyo |